# Abagrotis alternata
Abagrotis alternata (tên tiếng Anh: Greater Red Dart hoặc 'Mottled Gray Cutworm) là một loài bướm đêm thuộc họ Noctuidae. Nó được tìm thấy ở miền đông Bắc Mỹ, từ New Brunswick phía tây ngang qua miền nam Canada tới miền tây Alberta, phía nam đến Arizona, New Mexico và Vịnh Mexico.
Sải cánh dài 38–43 mm. Con trưởng thành bay vào tháng 8 ở Alberta. Có một lứa một năm.